# Alex Timossi Andersson
Alex Emilio Timossi Andersson (Suecia, 19 de enero de 2001) es un futbolista sueco. Juega como delantero y su equipo es el IF Brommapojkarna de la Allsvenskan.

## Clubes
| Club                        | País         | Año       |
| --------------------------- | ------------ | --------- |
| Helsingborgs IF             | Suecia       | 2017-2018 |
| Bayern de Múnich II         | Alemania     | 2020-2022 |
| Helsingborgs IF (cedido)    | Suecia       | 2020      |
| Austria Klagenfurt (cedido) | Austria      | 2021-2022 |
| S. C. Heerenveen            | Países Bajos | 2022-2023 |
| IF Brommapojkarna           | Suecia       | 2023-     |